# Familia Gallo Goyenechea
Los Gallo Goyenechea fueron una familia de Copiapó (Chile) de origen italiano y vasco dedicada al comercio y la minería. Su fortuna inicial provino de la explotación de la mina de plata de Chañarcillo.
De los ocho hijos de Miguel Gallo Vergara y Candelaria Goyenechea y de la Sierra (tía de Rosario Montt Goyenechea e Isidora Goyenechea Gallo), se destacan:
- Tomás Gallo (1822-1896), comerciante y político, presidente de la Junta Minera y uno de los promotores de la creación de la Escuela de Minas de Copiapó.
- Ángel Custodio Gallo (1828-1889), político.
- Pedro León Gallo (1830-1877), uno de los fundadores del Partido Radical.

La casa quinta de los Gallo Goyenechea fue adquirida en 1903 y transformada en la sede de la Escuela de Minas (actual Universidad de Atacama).
Como coincidencia, existe en España otra muy antigua familia Gallo, de origen castellano, que llegó a instalarse en la vecina Perú en el siglo XVIII, dedicandose también al comercio y la minería, y fundando entre otras, la Compañía Minera Atacocha.